# David Martínez
David Martinez (Tamaulipas, 8 december 1981) is een Mexicaans autocoureur.

## Loopbaan
- 2005-06: A1GP, team A1 Team Mexico (4 races).
- 2006: Champ Car, team Forsythe Racing (1 race).
- 2007: Champ Car, team Forsythe Racing (2 races).
- 2007-08: A1GP, team A1 Team Mexico (2 races).

## Champ Car resultaten
Champ Car resultaten (aantal gereden races, aantal maal in de top 5 van een race, eindpositie kampioenschap en punten)
| Jaar | Races | 1ste | 2de | 3de | 4de | 5de | Rank | Ptn |
| ---- | ----- | ---- | --- | --- | --- | --- | ---- | --- |
| 2006 | 1     | -    | -   | -   | -   | -   | 22   | 13  |
| 2007 | 2     | -    | -   | -   | -   | -   | 20   | 18  |

## A1GP resultaten
| Jaar    | Inschrijving   | 1       | 2       | 3         | 4          | 5       | 6       | 7       | 8       | 9       | 10      | 11      | 12      | 13         | 14         | 15      | 16      | 17      | 18      | 19         | 20         | 21      | 22      | Rang | Punten |
| ------- | -------------- | ------- | ------- | --------- | ---------- | ------- | ------- | ------- | ------- | ------- | ------- | ------- | ------- | ---------- | ---------- | ------- | ------- | ------- | ------- | ---------- | ---------- | ------- | ------- | ---- | ------ |
| 2005-06 | A1 Team Mexico | GBR SPR | GBR FEA | GER SPR 8 | GER FEA 13 | POR SPR | POR FEA | AUS SPR | AUS FEA | MAL SPR | MAL FEA | UAE SPR | UAE FEA | RSA SPR 10 | RSA FEA NF | IND SPR | IND FEA | MEX SPR | MEX FEA | USA SPR    | USA FEA    | CHN SPR | CHN FEA | 10   | 59     |
| 2007-08 | A1 Team Mexico | NED SPR | NED FEA | CZE SPR   | CZE FEA    | MAL SPR | MAL FEA | ZHU SPR | ZHU FEA | NZL SPR | NZL FEA | AUS SPR | AUS FEA | RSA SPR    | RSA FEA    | MEX SPR | MEX FEA | SHA SPR | SHA FEA | GBR SPR 20 | GBR FEA 16 |         |         | 16   | 22     |